# Generali Open 2017 - Doppio
Wesley Koolhof e Matwé Middelkoop erano i detentori del titolo, ma Koolhof ha deciso di partecipare anzi al concomitante torneo di Los Cabos. Middelkoop ha fatto coppia con Julian Knowle.
In finale Pablo Cuevas e Guillermo Durán hanno sconfitto Hans Podlipnik-Castillo e Andrėj Vasileŭski con il punteggio di 6-4, 4-6, [12-10].

## Teste di serie
1. Marcin Matkowski /  Nenad Zimonjić (quarti di finale)
2. Julio Peralta /  Horacio Zeballos (quarti di finale)

1. Marcus Daniell /  Marcelo Demoliner (quarti di finale)
2. Pablo Cuevas /  Guillermo Durán (campioni)

## Alternate
1. Nikoloz Basilašvili /  Aljaksandr Bury (primo turno)

## Wildcard
1. Tommy Haas /  Sebastian Ofner (primo turno)

1. Gerald Melzer /  Tristan-Samuel Weissborn (primo turno)

## Tabellone

### Legenda
| - Q = Qualificato - WC = Wild card - LL = Lucky loser | - ALT = Alternate - SE = Special Exempt - PR = Protected Ranking | - w/o = Walkover - r = Ritirato - d = Squalificato |

|  | Primo turno                       | Primo turno                       | Primo turno                       | Primo turno | Primo turno |  |  | Quarti di finale | Quarti di finale                  | Quarti di finale                  | Quarti di finale                  | Quarti di finale |   |      | Semifinali            | Semifinali            | Semifinali | Semifinali                        | Semifinali |   |      | Finale | Finale | Finale | Finale | Finale |  |
|  |                                   |                                   |                                   |             |             |  |  |                  |                                   |                                   |                                   |                  |   |      |                       |                       |            |                                   |            |   |      |        |        |        |        |        |  |
|  | 1                                 | M Matkowski N Zimonjić            | M Matkowski N Zimonjić            | 7           | 7           |  |  |                  |                                   |                                   |                                   |                  |   |      |                       |                       |            |                                   |            |   |      |        |        |        |        |        |  |
|  |                                   | R Jebavý J Veselý                 | R Jebavý J Veselý                 | 65          | 64          |  |  | 1                | M Matkowski N Zimonjić            | 6                                 | 63                                | [6]              |   |      |                       |                       |            |                                   |            |   |      |        |        |        |        |        |  |
|  | WC                                | G Melzer T-S Weissborn            | G Melzer T-S Weissborn            | 5           | 3           |  |  |                  | M Mirny P Oswald                  | 4                                 | 7                                 | [10]             |   |      |                       |                       |            |                                   |            |   |      |        |        |        |        |        |  |
|  |                                   | M Mirny P Oswald                  | M Mirny P Oswald                  | 7           | 6           |  |  |                  |                                   |                                   |                                   |                  |   |      |                       | M Mirny P Oswald      | 2          | 6                                 | [8]        |   |      |        |        |        |        |        |  |
|  | 4                                 | P Cuevas G Durán                  | 6                                 | 3           | [10]        |  |  |                  |                                   | 4                                 | P Cuevas G Durán                  | 6                | 3 | [10] |                       |                       |            |                                   |            |   |      |        |        |        |        |        |  |
|  |                                   | R Haase D Inglot                  | 4                                 | 6           | [5]         |  |  | 4                | P Cuevas G Durán                  | P Cuevas G Durán                  | 7                                 | 6                |   |      |                       |                       |            |                                   |            |   |      |        |        |        |        |        |  |
|  | A Begemann J-L Struff             | A Begemann J-L Struff             | A Begemann J-L Struff             | 6           | 6           |  |  |                  | A Begemann J-L Struff             | A Begemann J-L Struff             | 65                                | 0                |   |      |                       |                       |            |                                   |            |   |      |        |        |        |        |        |  |
|  | C Berlocq A Kuznecov              | C Berlocq A Kuznecov              | C Berlocq A Kuznecov              | 3           | 4           |  |  |                  |                                   |                                   |                                   |                  |   |      | 4                     | P Cuevas G Durán      | 6          | 4                                 | [12]       |   |      |        |        |        |        |        |  |
|  | WC                                | T Haas S Ofner                    | T Haas S Ofner                    | 1           | 4           |  |  |                  |                                   |                                   |                                   |                  |   |      |                       |                       |            | H Podlipnik-Castillo A Vasileŭski | 4          | 6 | [10] |        |        |        |        |        |  |
|  |                                   | J Knowle M Middelkoop             | J Knowle M Middelkoop             | 6           | 6           |  |  |                  | J Knowle M Middelkoop             | J Knowle M Middelkoop             | 6                                 | 6                |   |      |                       |                       |            |                                   |            |   |      |        |        |        |        |        |  |
|  |                                   | T Bellucci A Sá                   | T Bellucci A Sá                   | 4           | 4           |  |  | 3                | M Daniell M Demoliner             | M Daniell M Demoliner             | 4                                 | 4                |   |      |                       |                       |            |                                   |            |   |      |        |        |        |        |        |  |
|  | 3                                 | M Daniell M Demoliner             | M Daniell M Demoliner             | 6           | 6           |  |  |                  |                                   |                                   |                                   |                  |   |      | J Knowle M Middelkoop | J Knowle M Middelkoop | 5          | 6                                 | [7]        |   |      |        |        |        |        |        |  |
|  | R Dutra da Silva P Lorenzi        | R Dutra da Silva P Lorenzi        | R Dutra da Silva P Lorenzi        | 3           | 2           |  |  |                  |                                   | H Podlipnik-Castillo A Vasileŭski | H Podlipnik-Castillo A Vasileŭski | 7                | 3 | [10] |                       |                       |            |                                   |            |   |      |        |        |        |        |        |  |
|  | H Podlipnik-Castillo A Vasileŭski | H Podlipnik-Castillo A Vasileŭski | H Podlipnik-Castillo A Vasileŭski | 6           | 6           |  |  |                  | H Podlipnik-Castillo A Vasileŭski | 3                                 | 6                                 | [10]             |   |      |                       |                       |            |                                   |            |   |      |        |        |        |        |        |  |
|  | Alt                               | N Basilašvili A Bury              | N Basilašvili A Bury              | 1           | 0           |  |  | 2                | J Peralta H Zeballos              | 6                                 | 3                                 | [8]              |   |      |                       |                       |            |                                   |            |   |      |        |        |        |        |        |  |
|  | 2                                 | J Peralta H Zeballos              | J Peralta H Zeballos              | 6           | 6           |  |  |                  |                                   |                                   |                                   |                  |   |      |                       |                       |            |                                   |            |   |      |        |        |        |        |        |  |